# Fichier des véhicules volés
 (mai 2018).
Si vous disposez d'ouvrages ou d'articles de référence ou si vous connaissez des sites web de qualité traitant du thème abordé ici, merci de compléter l'article en donnant les références utiles à sa vérifiabilité et en les liant à la section « Notes et références ».
Pour les articles homonymes, voir FVV.
Le Fichier des Véhicules Volés (FVV) était un fichier de police listant les véhicules volés en France. Il a été fusionné en 2017 dans le Fichier des Objets et des Véhicules Signalés (FOVeS).